# Guzmania gracilior
Guzmania gracilior är en gräsväxtart som först beskrevs av Éduard-François André, och fick sitt nu gällande namn av Carl Christian Mez. Guzmania gracilior ingår i släktet Guzmania och familjen Bromeliaceae. Inga underarter finns listade i Catalogue of Life.